# Darkest Russia
Darkest Russia er en amerikansk stumfilm fra 1917 af Travers Vale.

## Medvirkende
- Alice Brady som Ilda Barosky.
- John Bowers som Alexis Nazimoff.
- J. Herbert Frank som Constantine Karischeff.
- Norbert Wicki som Ivan Barosky.
- Jack Drumier som Paul Nazimoff.